# 레가 바스켓 세리에 A
레가 바스켓 세리에 A(Lega Basket Serie A, LBA)는 1920년부터 이탈리아에서 조직된 남자 프로 농구 클럽 리그이다. 세리에 A는 이탈리아 농구 연맹(FIP)의 규제를 받는 레가 바스켓이 조직한다. 이탈리아 리그 시스템의 최고 등급이다. LBA는 FIBA 규칙에 따라 플레이하며 현재 16개 팀으로 구성되어 있으며, 최하위 팀이 세리에 A2로 강등되고 해당 티어의 플레이오프 승자가 교체된다.
LBA가 시작된 이래 총 99개 팀이 경쟁했다. 17개 팀이 챔피언 자리에 올랐으며, 올림피아 밀라노는 31회, 비르투스 볼로냐는 16회 우승을 차지했다. FIBA 유럽 및 유로리그 농구의 내셔널 리그 계수에 따르면, LBA는 1958년부터 2007년까지 역사적으로 유럽 내 국내 리그 중 최고 순위를 차지했다. 오늘날 LBA는 유럽 최고의 농구 리그 중 하나로 간주된다. 소속 클럽은 가장 많은 유로리그 챔피언십(13회), 가장 많은 FIBA 사포르타 컵(15회), 가장 많은 FIBA 코라치 컵(10회)을 획득했다.